# Comanchesaurus
Comanchesaurus es el nombre informal dado a restos fosilizados del Triásico superior de Nuevo México y que inicialmente fueran asignados a un dinosaurio terópodo. 
Los restos, NMMNH P-4569, consisten en un esqueleto parcial que incluye vértebras centro vertebrales y huesos de los miembros, provenientes del Noriense, en la Formación Bull Canyon, en el condado de Guadalupe, Nuevo México Adrian Hunt, en su no publicada disertación, propone el nombre de "Comanchesaurus kuesi" para el espécimen, pero nunca fue adoptado, y la primera referencia en la literatura científica fue en la redescripción de 2007 del material de finales del Triásico norteamericano asignado a dinosaurios (Nesbitt, Irmis, and Parker, 2007). En este trabajo los autores lo consideraron un posible saurisquio indeterminado.